# Лига за Сальвини премьера
Лига за Сальвини премьера (итал. Lega per Salvini Premier) или просто Лига — итальянская правоконсервативная партия, организационно единая с Лигой Севера.

## Учреждение партии
14 декабря 2017 года утверждён устав партии «Лига за Сальвини премьера», и в соответствии с ним она существовала параллельно с Лигой Севера, выставляя кандидатов в центральных и южных регионах Италии, и организационно не отделялась от ЛС.
21 декабря 2019 года на съезде в Милане единогласно принят новый партийный устав, согласно которому Лига за Сальвини премьера стала общенациональной партией при сохранении Лиги Севера.

## Правительство Драги (2021—2022)
13 февраля 2021 года приведены к присяге министры кабинета Марио Драги, в котором Лига получила три поста министров без портфеля, войдя в широкую коалицию с центристами и левыми.

## Парламентские выборы 2022 года
25 сентября 2022 года состоялись досрочные парламентские выборы, на которые ЛСП пошла в составе правой коалиции во главе с «Братьями Италии» при участии партии «Вперёд, Италия!» и блока «Мы умеренные / Лупи — Тоти — Бруньяро — СЦ». Правые победили с результатом 43,8 % голосов на выборах в Палату депутатов (Лигу поддержали 8,8 %), а также 44 % на выборах в Сенат (Лига получила 8,9 %).
22 октября 2022 года приведено к присяге правительство Джорджи Мелони, в котором Сальвини стал одним из двух заместителей премьер-министра и в общей сложности пять министерских постов получили представители ЛСП.